# Wohlen bei Bern
Wohlen bei Bern (toponimo tedesco) è un comune svizzero di 9 215 abitanti del Canton Berna, nella regione di Berna-Altipiano svizzero (circondario di Berna-Altipiano svizzero).

## Geografia fisica
Comprende una parte del Lago di Wohlen.

## Storia
Il comune di Wohlen bei Bern fu istituito nel 1834.

## Monumenti e luoghi d'interesse

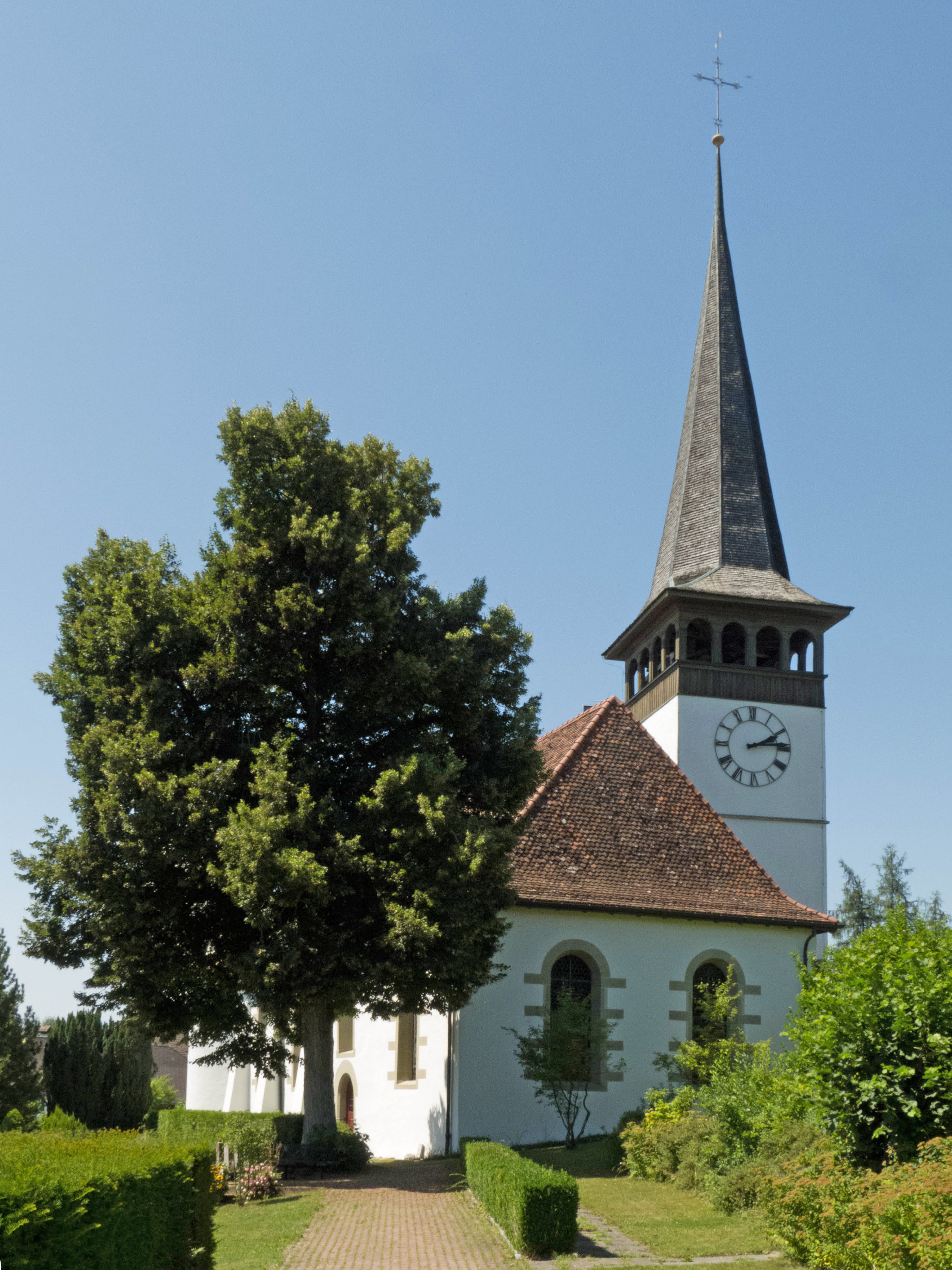
La chiesa riformata

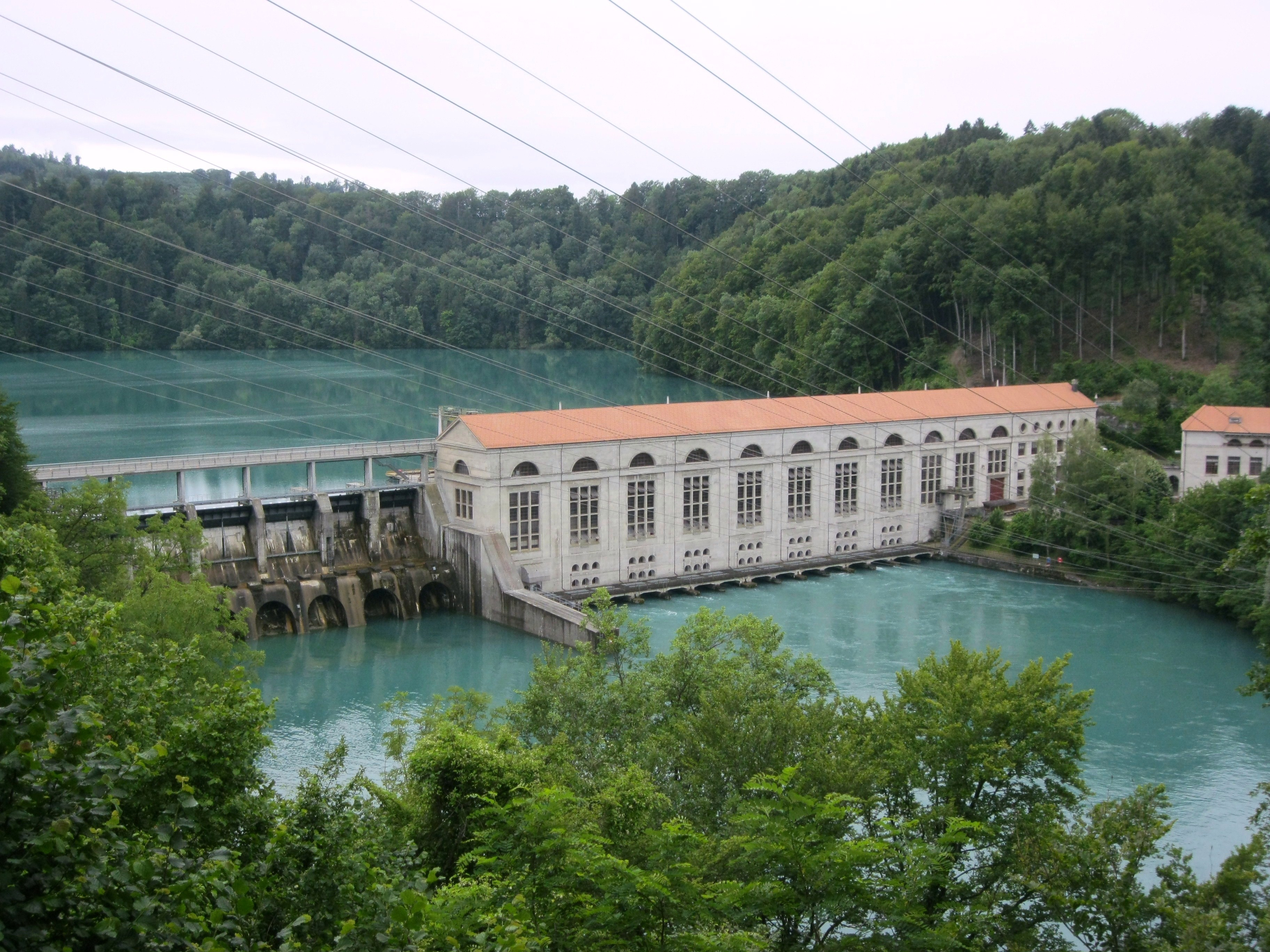
La diga di Mühleberg

- Chiesa riformata, eretta nell'Alto Medioevo e ricostruita nel XII-XIII secolo, nel XIV secolo e nel 1678[1];
- Diga di Mühleberg.

## Società

### Evoluzione demografica
L'evoluzione demografica è riportata nella seguente tabella:
Abitanti censiti

## Geografia antropica

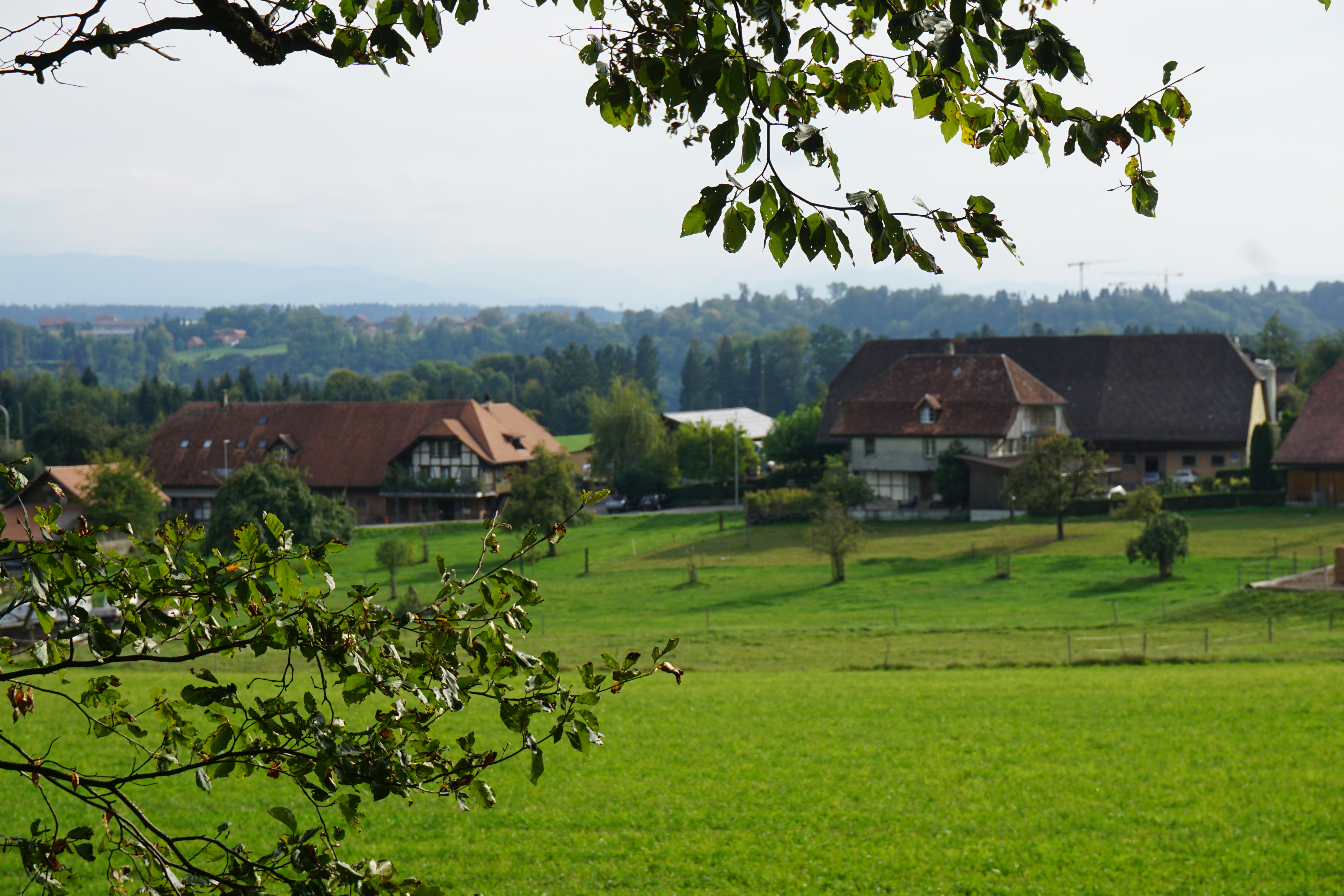
Illiswil

### Frazioni e quartieri
- Hinterkappelen[3]
  - Bennenboden
  - Hintere Aumatt
  - Kappelenring
  - Reitenrain
  - Schlossmatte
  - Vordere Aumatt
  - Wyhalen
- Illiswil[4]
  - Hofen
- Innerberg
- Möriswil
- Murzelen
- Oberwohlen
- Säriswil
- Uettligen

## Amministrazione
Ogni famiglia originaria del luogo fa parte del cosiddetto comune patriziale e ha la responsabilità della manutenzione di ogni bene ricadente all'interno dei confini del comune.